# 博古恰爾
49°56′N 40°33′E / 49.933°N 40.550°E

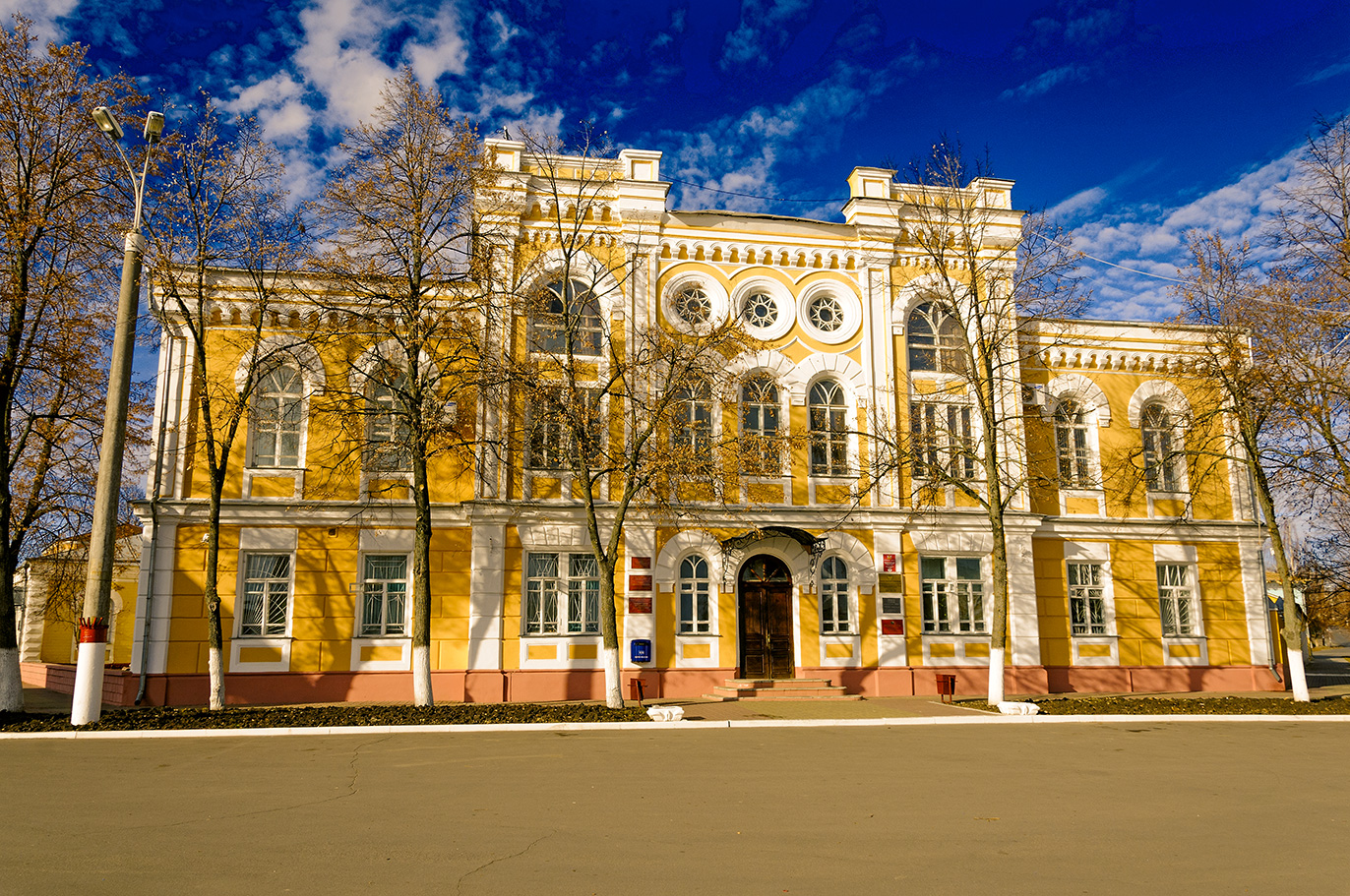

博古恰爾（俄语：Богуча́р）是俄羅斯沃羅涅日州南部的一個城市，位於首府沃羅涅日東南234公里。2002年人口13,756人。
1704年建立，1779年設市。